# 維利內 (巴赫奇薩賴區)

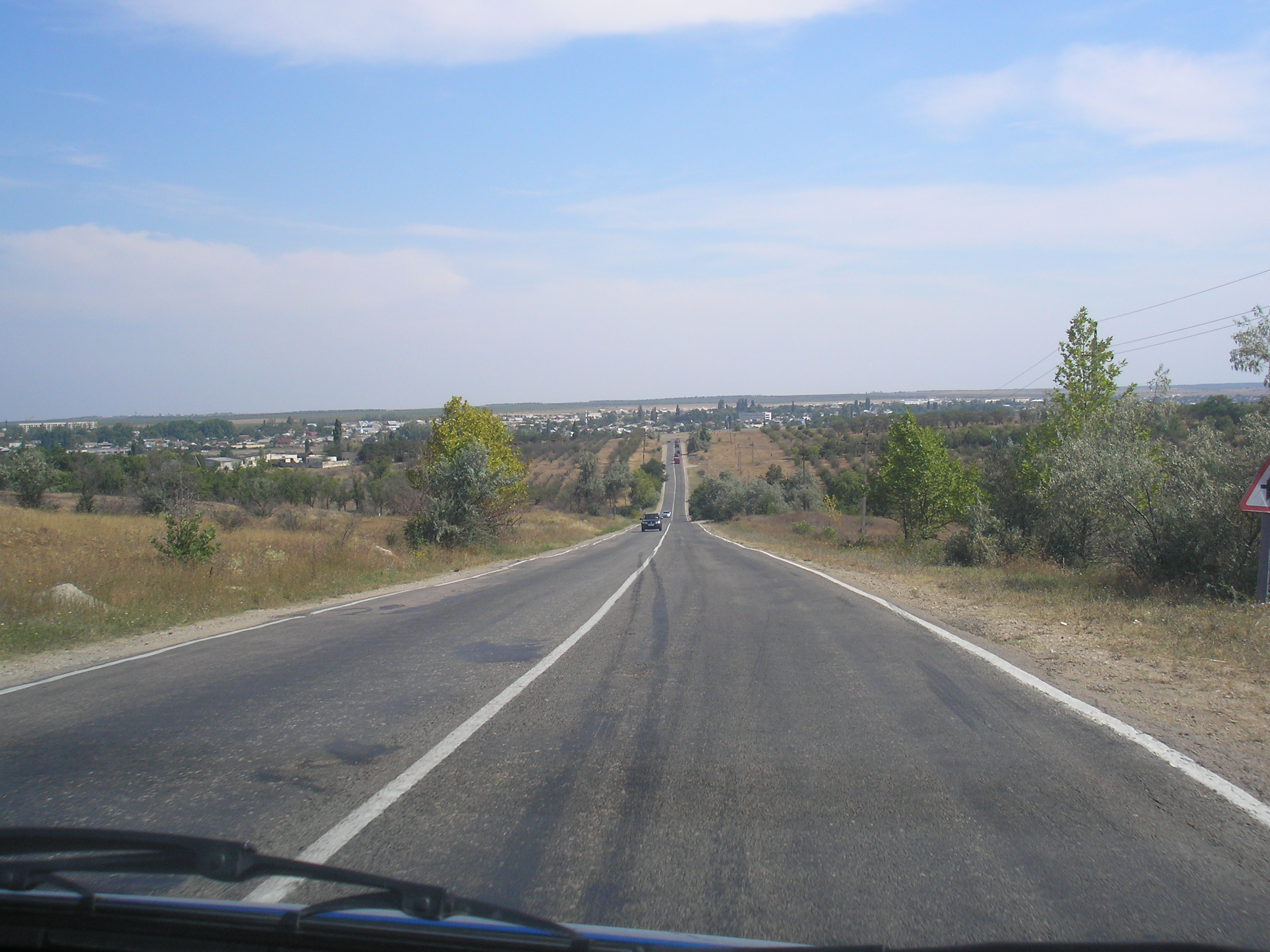
該村聯外道路一景

維利內（烏克蘭語：Віліне），又按俄语名译为维利诺（俄语：Вилино），至1944年舊名為布爾柳克（烏克蘭語：Бурлюк），是法理上乌克兰克里米亚自治共和国巴赫奇萨赖区的村庄，但事实上是俄罗斯克里米亞共和國巴赫奇萨赖区的村庄。距離巴赫奇薩賴約18公里，海拔高37公尺，1621年在文獻中第一次提及，2021年人口6,973。